# Sulzfeld am Main
Sulzfeld am Main (eller: Sulzfeld a.Main) er en kommune i Landkreis Kitzingen i Regierungsbezirk Unterfranken, i den tyske delstat Bayern. Den er en del af Verwaltungsgemeinschaft Kitzingen.

## Geografi
Kommunen ligger i den sydlige ende af Maindreieck mellem Kitzingen og Ochsenfurt.

## Historie
Sulzfeld er nævnt første gang i 915 som hørende under Hochstift Würzburg. 8. august 1266 var der uden for byen et af middelalderens store ridderslag, Cyriakusslaget. Byen blev under Trediveårskrigen plyndret to gange af svenskerne. I 1796 blev den brandskattet af franske revolutionstropper, og kom 1803 som følge af Napoleonskrigene kortvarigt under Storhertugdømmet Würzburg, og i 1814 endelig under Bayern.
Trods alt er byens middelalderlige bymure med 21 tårne bevaret, sammen med den gamle bykerne.
Sulzfeld er kendt fom en frankisk vinby, med kendte mærker som Sulzfelder Cyriakusberg og Sulzfelder Maustal.
- Udsigt mod kirken
- "Jocklerturm"
- Mainporten

- Et af de 21 tårne
- Tårn med bolig
- Main/Frankisk bindingsværk